# Pensamento autista
O pensamento autista ou derreísta é uma forma de pensamento característicos de atividades internas não controladas por condições externas. Seria equivalente à fantasia e não teria valor de verdade.
O pensamento autista foi introduzido por Eugen Bleuler para efeito de caracterizar o pensamentos dos esquizofrênicos. Bieuler definiu também o seu oposto, pensamento realista.